# Chiesa di Santa Caterina d'Alessandria (Soragna)
La chiesa di Santa Caterina d'Alessandria, nota anche come santuario di Gesù Adolescente, è un luogo di culto cattolico dalle forme neogotiche situato in località Diolo 1 a Diolo, frazione di Soragna, in provincia e diocesi di Parma; è sede di una parrocchia compresa nella zona pastorale della Bassa.

## Storia
L'originario oratorio dedicato a santa Caterina d'Alessandria fu edificato nei primi anni del XVI secolo per volere dei Lupi, signori di Soragna, a servizio delle famiglie dei contadini che lavoravano nei loro vasti possedimenti terrieri.
Il luogo di culto fu ristrutturato in stile barocco tra il 1564 e il 1590, quando la cappella fu elevata a sede parrocchiale, autonoma rispetto alla chiesa di San Giacomo di Soragna.
Agli inizi del XX secolo l'antica chiesa si presentava in pessime condizioni, a causa di alcuni cedimenti strutturali; per questo nel 1904 il parroco di Diolo si rivolse all'architetto Lamberto Cusani, che tuttavia redasse un progetto troppo oneroso per la piccola comunità; due anni dopo il geometra Giuseppe Faroldi programmò il restauro del vecchio edificio, ma a causa dei costi giudicati eccessivi anche quella soluzione fu scartata. Nel 1914, invece, fu approvato il progetto dell'architetto Alfredo Provinciali, che pianificò di costruire un nuovo tempio neogotico in calcestruzzo armato mescolato con graniglia bianca, da erigere alcune centinaia di metri più a sud di quello preesistente. L'antico luogo di culto fu quindi abbattuto, conservando soltanto il campanile barocco, mentre i lavori di costruzione della chiesa eclettica, benedetti dal vescovo di Parma Guido Maria Conforti, furono completati nel 1917.
Nel 1919 furono aggiunti l'altare maggiore neogotico in marmo di Carrara, originariamente destinato a una cattedrale statunitense, e le prime vetrate policrome.
Tra il 1924 e il 1925 fu necessario, a causa delle infiltrazioni d'acqua, sostituire l'intera copertura in coppi con tegole marsigliesi.
Tra il 1930 e il 1962 fu edificata la canonica a nord della chiesa; inoltre tra il 1943 e il 1964 furono effettuati altri lavori di restauro, che riguardarono, oltre ai numerosi pinnacoli e guglie, gli interni, ove fu sostituita la pavimentazione e furono completate le vetrate.
Il 24 aprile del 1966, il luogo di culto, contenente un dipinto raffigurante Gesù adolescente in mezzo agli adolescenti dei cinque continenti, realizzato da Giuseppe Moroni nel 1916, fu elevato a santuario diocesano dedicato a Gesù adolescente.
Nel 1970 l'edificio fu nuovamente restaurato nei rivestimenti interni ed esterni, mentre nel 1980 altri lavori riguardarono la sostituzione delle gronde, dei pluviali e delle tegole del tetto, il rinforzo delle strutture di sostegno delle capriate lignee, il restauro delle vetrate e delle decorazioni interne e la realizzazione del marciapiede esterno.
Tra il 1998 e il 2000 furono eseguiti altri interventi di consolidamento strutturale delle coperture e dei pinnacoli e di restauro dei rivestimenti delle facciate.

## Descrizione

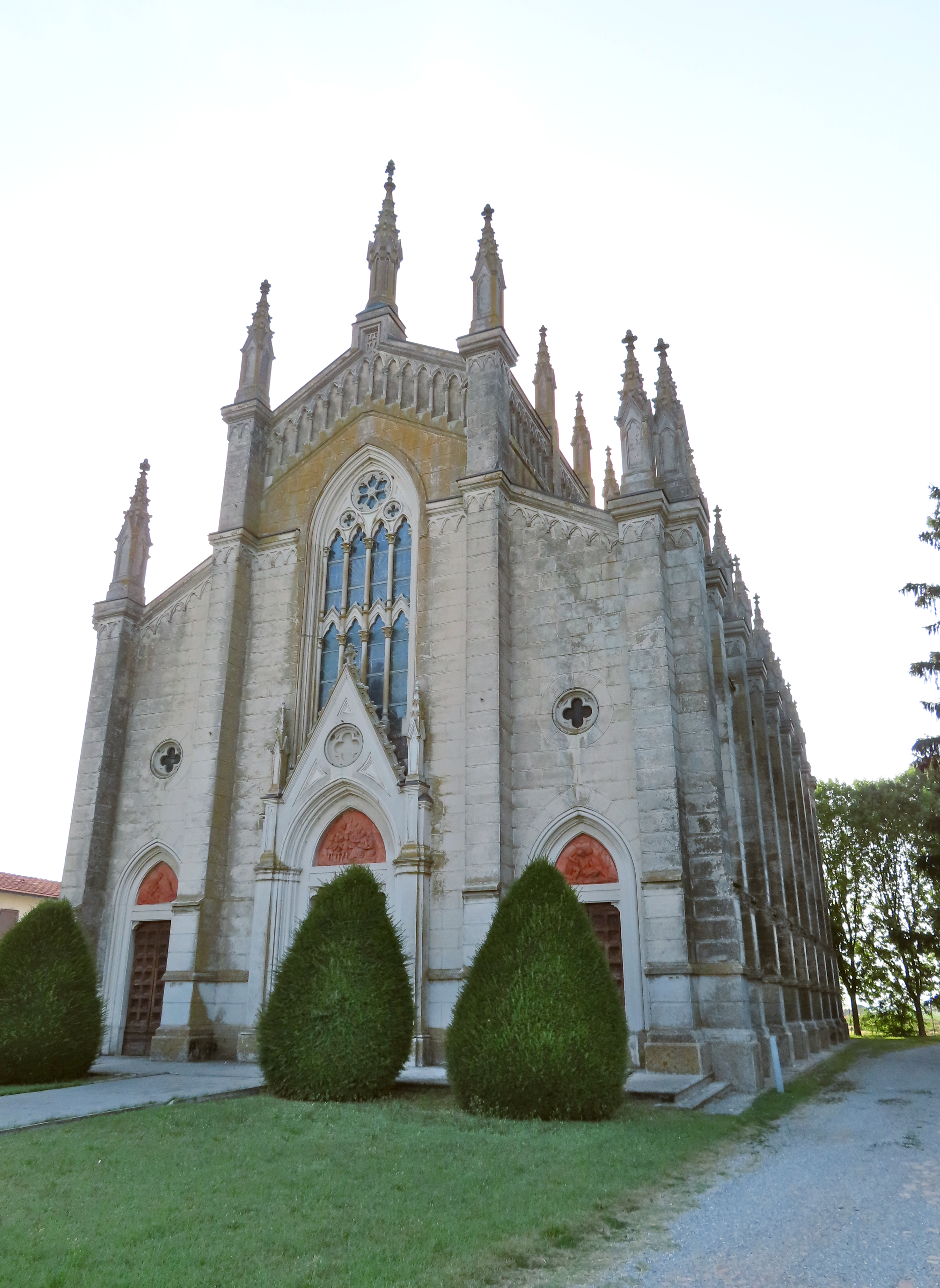
Facciata

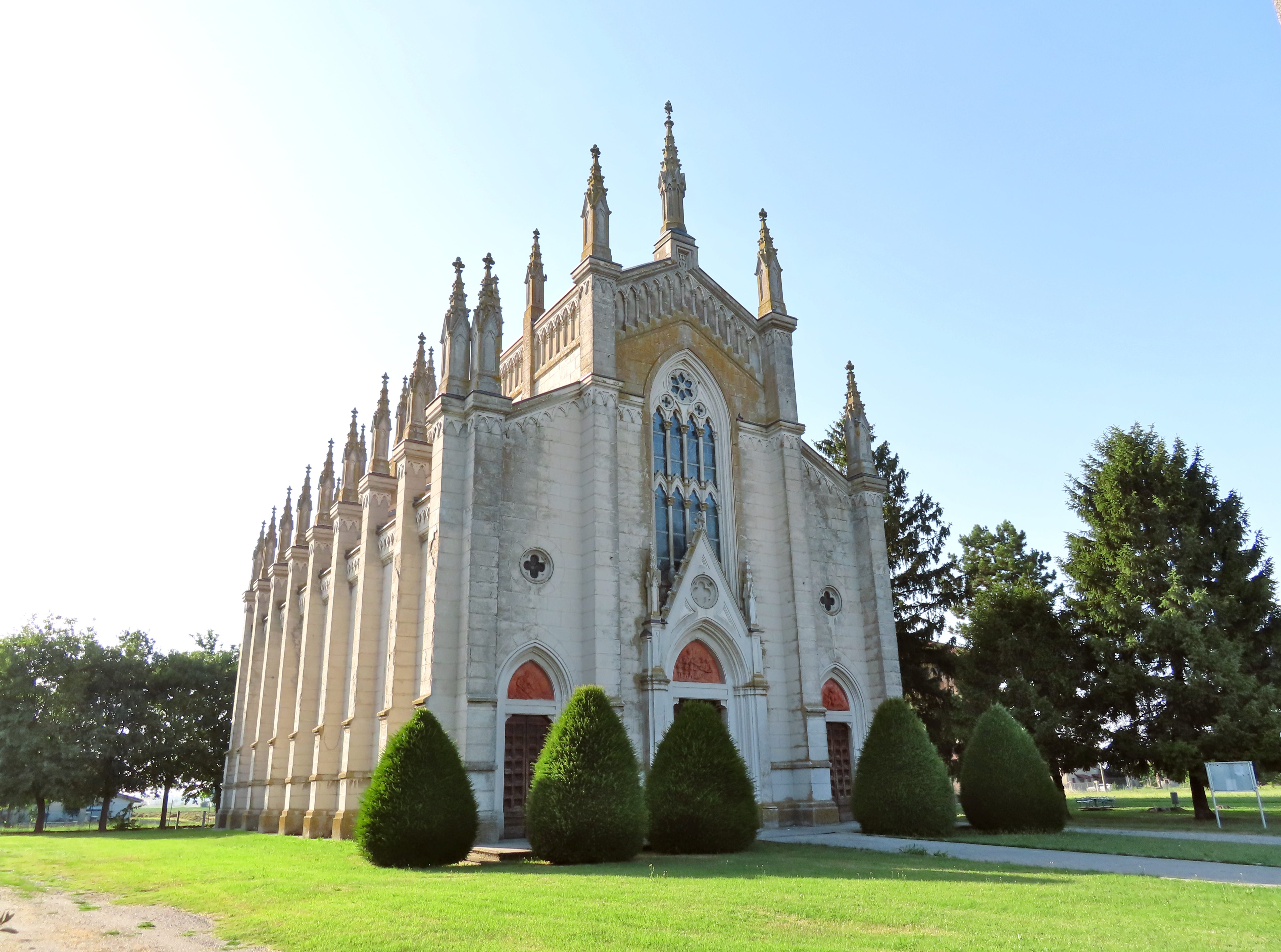
Facciata e lato sud

La chiesa si sviluppa su un impianto basilicale a tre navate, di cui quella centrale conclusa nel presbiterio absidato a pianta poligonale.
La monumentale e simmetrica facciata a salienti, interamente rivestita come il resto della struttura in calcestruzzo armato misto a graniglia bianca, è scandita verticalmente in tre parti da quattro massicce paraste coronate da alte guglie. Nel mezzo è collocato l'ampio portale d'ingresso principale strombato, sormontato da una lunetta ad arco ogivale contenente un altorilievo in terracotta; l'accenno di protiro che circonda l'accesso è coronato da una cuspide sormontata da pinnacoli, che nasconde parzialmente l'alta vetrata policroma ad arco a sesto acuto; in sommità si sviluppa una fascia decorativa a polifora cieca, coronata da pinnacoli. Ai lati, si aprono in corrispondenza delle navate destra e sinistra i due portali d'ingresso secondari strombati, sormontati da lunette ogivali contenenti altri altorilievi in terracotta; più in alto si trovano due piccole finestre a croce greca, mentre in sommità corre un cornicione decorato con un motivo ad archetti pensili.
I fianchi, coronati da fasce ad archetti pensili e polifore cieche, sono scanditi da numerosi contrafforti coronati da guglie, presenti in corrispondenza sia delle navate laterali sia di quella principale; al centro di ogni spazio si apre una vetrata policroma ad arco ogivale, delimitata da cornice in rilievo.
Dal retro aggetta l'abside poligonale della navata centrale, suddivisa verticalmente da contrafforti sormontati da guglie; sulle pareti si aprono slanciate vetrate policrome ad arco a sesto acuto.
All'interno l'alta navata principale, coperta da una serie di volte a crociera a sesto acuto con costoloni, è separata dalle laterali attraverso pilastri a fascio, coronati da capitelli corinzi; l'aula è illuminata dalle numerose vetrate policrome aperte su ogni parete.
Il presbiterio, lievemente sopraelevato, si conclude nell'abside a pianta poligonale, coperta da una volta a ombrello a sesto acuto; al centro si staglia il monumentale altare maggiore neogotico in marmo di Carrara, ricco di edicole contenenti statue, altorilievi, colonne, guglie e pinnacoli.
Al termine delle navate destra e sinistra vi trovano infine gli altari laterali neogotici, collocati sulle pareti di fondo.